# サラティガ
サラティガ(ジャワ語: ꦏꦸꦛꦯꦭꦠꦶꦒ Kutha Salatiga)はインドネシアのジャワ島の中部ジャワ州の都市。スマランとスラカルタの間に有る。メルバブ山(3,142m)とテロモヨ山(1,300m)の麓に位置し、標高が高いので比較的涼しい。

## 名前の由来
サラティガの名前は、女神トゥリサラ説とスマラン王説の2つが有る。
- 前者は、トゥリサラ→サラトゥリ→サラティガと変化した。
- 後者は、初代スマラン摂政のキ・アゲン・パンダナランの話から来ている。彼が3人の強盗に襲われた場所をサラー・テルと名付けた。インドネシア語でもジャワ語でも「サラー」は「過ち」を意味する。「テル」は低地ジャワ語で3を意味する。「ティガ」は中～高地ジャワ語とインドネシア語で3を意味する。このサラー・ティガがサラティガになった。

## 歴史
750年7月24日、サラティガは誕生した。ブハヌ王はサンスクリット語で碑文に「皆で幸せになろう!」と書いた。
1746年にオランダ東インド会社は、サラティガにデ・ヘルステラール要塞(Fort de Hersteller)を建設した。サラティガは、スマラン、スラカルタ、マゲランの3都市が交わる地点に位置しており、戦略的に重要だったためである。

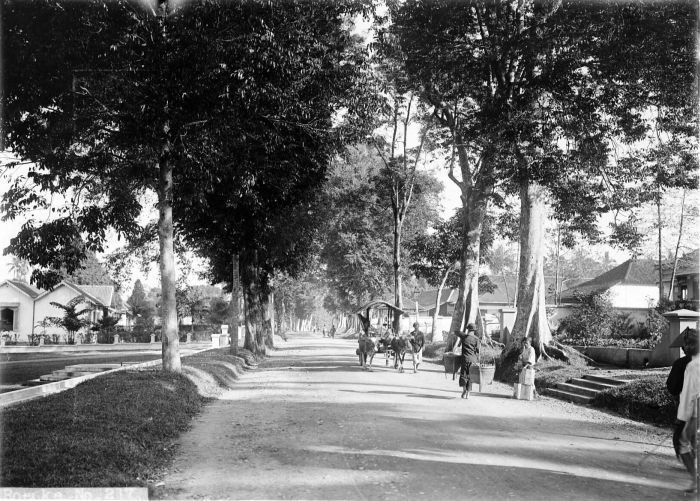
1918年のサラティガ通り

1917年7月1日、サラティガ村はオランダ植民地政府によって「小さな町」になった。

## 地理
サラティガはスマランの南47km、ジョグジャカルタの北100kmにある。標高は450m - 800mで、典型的熱帯気候である。平均降水量は145日の雨季で118mmで、最高気温は10月の31.8℃で、最低気温は7月の23.9℃である。

## 教育

### 第三期教育
サラティガには4つの大学が有る。
- サチャ・ワカナ・キリスト大学(UKSW)：サラティガ最大の大学で、14学部と3博士課程、1.4万人の学生と300人の教師がいる。
- セコラー・ティンッギ・アガマ・ネゲリ・サラティガ(STAIN Salatiga)：イスラム教育大学
- セコラー・ティンッギ・イルム・エコノミ(STIE AMA)：私立経済大学

### 学校
サラティガの学校は政府、大学、宗教機関が運営する。サラティガには英語を話す国際小中学校が有る。

## 写真

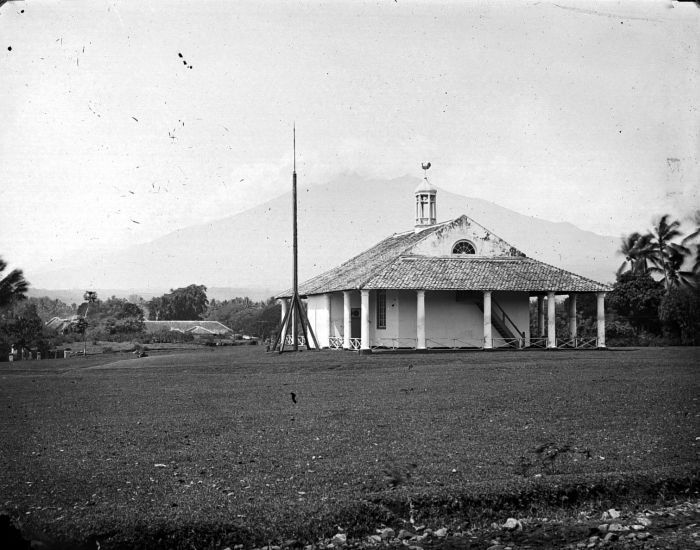
サラティガの教会
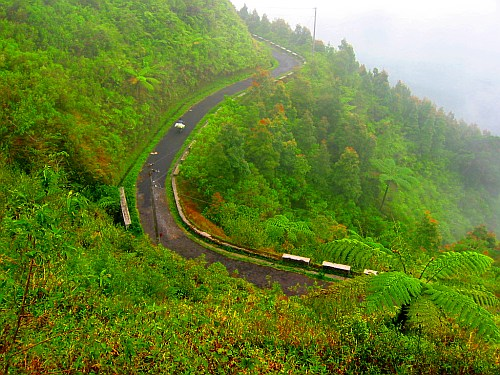
テロモヨ山